# Sottunga
Sottunga est une municipalité d'Åland, territoire finlandais autonome situé en mer Baltique ayant le suédois comme seul langue officielle. À Sottunga, 88 % de la population a pour langue maternelle le suédois. C'est la municipalité la moins peuplée non seulement des îles d'Åland mais aussi du pays.

## Géographie
La commune se présente comme un petit archipel autour de l'île principale de Storsottunga, souvent appelée simplement Sottunga. Outre cette île qui représente la majorité de la superficie de la commune à elle seule, seules 2 autres petites îles sont habitées: Husö et Finnö. La commune compte en tout 5 villages.
Elle est reliée à ses voisines par un ferry quotidien de la ligne du sud, établissant un lien vital avec d'une part l'île principale d'Åland (port de Långnäs à Lumparland) et d'autre part avec le continent via l'Archipel de Turku (port de Galtby à Korpo).

## Histoire
Les premières preuves d'habitation permanente datent du XIe siècle même si l'île principale était très certainement peuplée bien avant. Une petite chapelle est construite en 1544, et la population atteint les 70 au début du XVIIe siècle. C'est ce siècle qui voit la fondation de la paroisse et la construction de l'église (1661). Le XVIIIe siècle est plus difficile: La population est évacuée en totalité pendant la Grande Guerre du Nord et l'église brûle. Elle est reconstruite en 1728 et est aujourd'hui le plus vieux bâtiment de la commune, en même temps que la plus petite église en bois de Finlande.
Le XIXe siècle s'ouvre par la visite de Gustave IV Adolphe de Suède. Peu de temps après, l'île est à nouveau évacuée et les bâtiments incendiés avant d'être pris par les russes dans le cadre de la Guerre de Finlande.
C'est ensuite qu'elle connaît sa plus grande période de prospérité, grâce aux mines de fer de Södö, qui livreront en tout 1 700 tonnes de minerai entre 1839 et 1847.
À la fin des années 1920 la population culmine à presque 400 habitants. Elle a depuis décru régulièrement mais moins que son isolement n'aurait pu le laisser penser. Elle est depuis de nombreuses années voisine de 120 habitants.
Les habitations de l'île principale ont été électrifiées à partir de 1959.

## Économie
Commune la moins peuplée, c'est naturellement la municipalité au plus faible PIB communal total de tout le pays. On y trouve juste un commerce d'alimentation, une banque, une poste, un petit centre de santé et une école primaire. Seuls 154 hectares sont cultivés et la pêche commerciale n'est plus pratiquée. L'agriculture est dominée par l'élevage laitier et la culture de la betterave sucrière.